# Allington, All Cannings
Allington är en by i civil parish All Cannings, i distriktet Wiltshire, i grevskapet Wiltshire, i England. Byn är belägen 6 km från Devizes. Allington var en civil parish 1866–1934 när blev den en del av All Cannings. Civil parish hade 70 invånare år 1931. Byn nämndes i Domedagsboken (Domesday Book) år 1086, och kallades då Adelingtone.